# Скорпион (спецподразделение МВД Украины)
«Скорпион» (укр. Скорпіон) — подразделение (отряд) специального назначения Национальной гвардии Украины, в задачу которого входит проведение антитеррористических и антидиверсионных мероприятий

## Задачи
- проведение антитеррористических мероприятий;
- сопровождение грузов с ядерными материалами;
- охрана и оборона гос. объектов;
- оказание помощи конвойно-караульным частям ВВ и военизированной охране в охране и обороне объектов, имеющих на хранении взрывчатые материалы.

## Объекты постоянного обслуживания
- Чернобыльская АЭС;
- 4 атомные электростанции;
- 9 объектов военно-промышленного комплекса Украины;
- 3 научно-исследовательских учреждения, имеющих ядерные реакторы;
- научно-исследовательский институт химической промышленности.

## Специфика служебной деятельности
Охрана и оборона объектов повышенной опасности является одной из основных задач обеспечения общественной безопасности любого государства. Украина имеет развитую ядерную энергетику. Атомные объекты теоретически могут стать желаемой мишенью террористического акта. Именно для обеспечения техногенной безопасности и были созданы подразделения ВВ МВД Украины «Скорпион».
«Скорпион» — не конвойно-караульная служба. Для этих целей есть караульные части ВВ и военизированная охрана. «Скорпион», прежде всего, подразделение антитеррора, в его задачу входит проведение антитеррористических мероприятий в условиях непосредственной угрозы. Несмотря на это, бойцы «Скорпиона» в критической ситуации либо в условиях осложнения оперативной обстановки могут непосредственно брать под охрану и оборону объекты и грузы.
Проведение любых силовых мероприятий на объекте ядерного комплекса требует специфической подготовки и специфических знаний.
Учитывая задачи, возложенные на подразделение, деятельность его особо не афишируется.